# Welsh Conservative Party
Die Welsh Conservative Party (walisisch Plaid Geidwadol Cymru, dt. etwa Waliser Konservative Partei), kurz Welsh Conservative (walisisch Ceidwadwyr Cymreig), ist eine Teilorganisation der britischen Conservative Party in Wales. Die Welsh Conservative Party ist die zweitgrößte Partei Wales und ist seit 2021 mit 16 Sitzen im walisischen Parlament vertreten.

## Geschichte und Gegenwart
Die Welsh Conservative wurde (als Wales und Monmouthshire Konservative und Unionist Council) im Jahre 1921 durch die Fusion der drei bestehenden walisischen Landesverbände der Nationalen Unionsparteien gebildet.
Nach der Gründung der Nationalversammlung für Wales im Jahre 1999, erreichte die Welsh Labour Party den dritten Platz bei den Wahlen zur walisischen Nationalversammlung. Auch bei den Wahlen zur Nationalversammlung für Wales im Jahre 2003 und 2007 wurde man drittgrößte Partei, aber bei der Wahl 2011 konnte man mehr Sitze als Plaid Cymru erringen und zur zweitgrößten Partei aufsteigen. Im Jahr 2016 zur Wahl der Nationalversammlung für Wales verlor man Sitze und ist nur mehr drittgrößte Partei. Die Partei hat einen der vier walisischen Sitze im Europäischen Parlament. Sie kontrolliert derzeit 16 der 60 Sitze, 8 dieser Sitze wurden durch das First Past the Post System gewonnen.

## Wahlergebnisse
Prozentergebnisse und Gesamtsitze beziehen sich auf Wales. Unterhauswahlen erfolgten durchgehend nach Mehrheitswahlrecht, Wahlen zur Nationalversammlung für Wales nach einem Mixed-Member Proportionalsystem und ab 1999 auch Wahlen zum Europaparlament nach Verhältniswahlrecht.
| Jahr | Wahl                                        | Stimmenanteil | Sitze |
| ---- | ------------------------------------------- | ------------- | ----- |
| 1935 | Unterhauswahlen 1935                        | 23,3 %        | 6/36  |
| 1945 | Unterhauswahlen 1945                        | 16,5 %        | 3/36  |
| 1950 | Unterhauswahlen 1950                        | 21 %          | 3/36  |
| 1951 | Unterhauswahlen 1951                        | 27,6 %        | 5/36  |
| 1955 | Unterhauswahlen 1955                        | 26,7 %        | 5/36  |
| 1959 | Unterhauswahlen 1959                        | 29,6 %        | 6/36  |
| 1964 | Unterhauswahlen 1964                        | 27,6 %        | 6/36  |
| 1966 | Unterhauswahlen 1966                        | 27 %          | 3/36  |
| 1970 | Unterhauswahlen 1970                        | 27,7 %        | 7/36  |
| 1974 | Unterhauswahlen Feb. 1974                   | 25,9 %        | 8/36  |
| 1974 | Unterhauswahlen Okt. 1974                   | 23,9 %        | 8/36  |
| 1979 | Unterhauswahlen 1979                        | 32,2 %        | 11/36 |
| 1979 | Europawahl 1979                             | 36,6 %        | 1/4   |
| 1983 | Unterhauswahlen 1983                        | 31 %          | 14/38 |
| 1984 | Europawahl 1984                             | 25,4 %        | 1/4   |
| 1987 | Unterhauswahlen 1987                        | 29,5 %        | 8/38  |
| 1989 | Europawahl 1989                             | 23,5 %        | 0/4   |
| 1992 | Unterhauswahlen 1992                        | 28,6 %        | 6/38  |
| 1994 | Europawahl 1994                             | 14,6 %        | 0/5   |
| 1997 | Unterhauswahlen 1997                        | 19,6 %        | 0/40  |
| 1999 | Wahl zur Nationalversammlung für Wales 1999 | 15,8 %        | 9/60  |
| 1999 | Europawahl 1999                             | 22,8 %        | 1/5   |
| 2001 | Unterhauswahlen 2001                        | 21 %          | 0/40  |
| 2003 | Wahl zur Nationalversammlung für Wales 2003 | 19,9 %        | 11/60 |
| 2004 | Europawahl 2004                             | 19,4 %        | 1/4   |
| 2005 | Unterhauswahlen 2005                        | 21,4 %        | 3/40  |
| 2007 | Wahl zur Nationalversammlung für Wales 2007 | 22,4 %        | 11/60 |
| 2009 | Europawahl 2009                             | 21,2 %        | 1/4   |
| 2010 | Unterhauswahlen 2010                        | 26,1 %        | 8/40  |
| 2011 | Wahl zur Nationalversammlung für Wales 2011 | 25,0 %        | 12/60 |
| 2014 | Europawahl 2014                             | 17,4 %        | 1/4   |
| 2015 | Unterhauswahlen 2015                        | 27,2 %        | 11/40 |
| 2016 | Wahl zur Nationalversammlung für Wales 2016 | 21,1 %        | 11/60 |
| 2017 | Unterhauswahlen 2017                        | 33,6 %        | 8/40  |
| 2019 | Europawahl 2019                             | 6,3 %         | 0/4   |
| 2019 | Unterhauswahlen 2019                        | 36,1 %        | 14/40 |
| 2021 | Parlamentswahl in Wales 2021                | 25,1 %        | 16/60 |
| 2024 | Unterhauswahlen 2024                        | 18,2 %        | 0/32  |